# Colaboracionismo
A palavra colaboracionismo deriva do francês collaborationniste, termo atribuído a aquele que tende a auxiliar ou cooperar com o inimigo. Entendida como forma de traição, refere-se à cooperação do governo e cidadãos de um país com as forças de ocupação inimiga. A atitude oposta ao colaboracionismo — a luta contra o invasor — é representada historicamente pelos movimentos de resistência.
Os colaboradores ou colaboracionistas muitas vezes agem visando proteção ou segurança mas também sob coação ou por medo. Em outros casos, visam obter lucros, enriquecimento e favores do inimigo. Frequentemente, porém, assimilam a ideologia e o comportamento do invasor.
O termo foi introduzido durante a República de Vichy (1940-1944) pelo próprio Marechal Pétain que, em discurso radiofônico pronunciado a 30 de outubro de 1940, exortou os franceses a colaborar com o invasor nazista. Posteriormente a palavra passou a designar a atitude de governos de países europeus que apoiaram a ocupação nazista, durante a Segunda Guerra Mundial.
Outros exemplos de colaboracionismo ocorreram em maior ou menor grau na Polônia, Estados Unidos, Bélgica, Países Baixos, Croácia, Eslováquia, Hungria e especialmente na Noruega, onde Vidkun Quisling governou de forma totalmente favorável aos nazistas. O termo Quisling, em vários lugares da Europa, passou a significar sinônimo de colaboracionista. Tito aplicou-o contra os fascistas croatas que apoiaram os nazistas durante a invasão da Iugoslávia.
Tem-se notícia também de colaboracionismo durante a Segunda Guerra Mundial em territórios soviéticos, onde nacionalistas bálticos e ucranianos colaboraram com as tropas de Adolf Hitler.